# Bernard Berenson
Pour les articles homonymes, voir Berenson.
Bernard Berenson, né Bernhard Valvrojenski à Vilnius (Lituanie) le 26 juillet 1865 et mort à Florence en Italie, le 6 octobre 1959, est un historien de l'art américain, spécialiste de la Renaissance italienne. Il contribua à la définition de l'Italie en général, et de Florence en particulier, comme « le berceau de l'Art » en la découvrant in situ. Avec son épouse Mary Berenson, ils font de la villa I Tatti à Florence un centre culturel d'études de la Renaissance italienne, depuis rattaché à l'université Harvard.
Son livre The Drawings of the Florentine Painters (Les Dessins des peintres florentins) fut un succès international. On pense que sa femme Mary a joué un rôle important dans certains de ses écrits.
Berenson est une figure majeure dans l'attribution des Vieux Maîtres, à une époque où ceux-ci suscitaient un nouvel intérêt de la part des collectionneurs américains ; ses jugements étaient largement respectés dans le monde de l'art.

## Biographie

### Vie privée

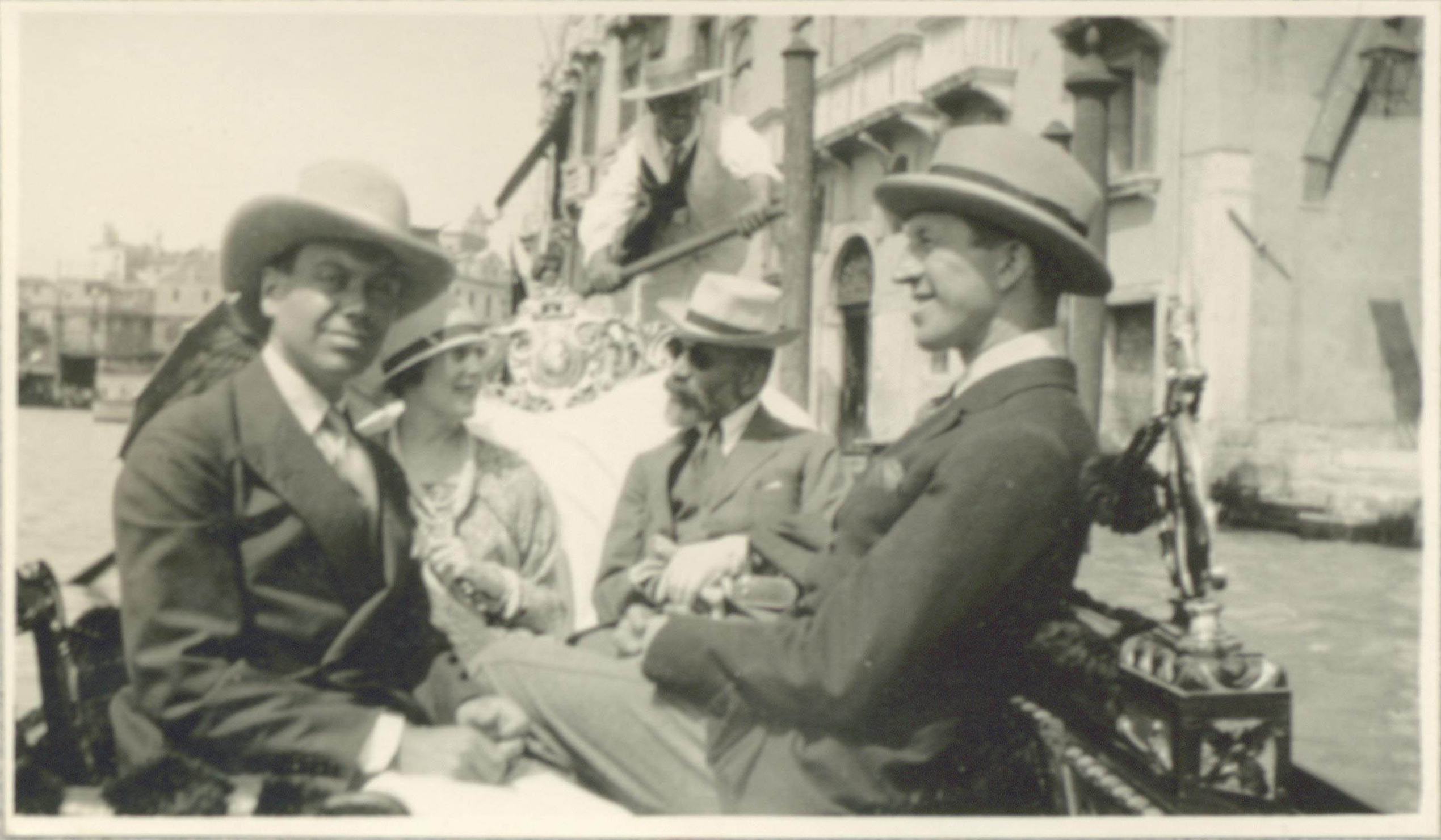
Cole Porter, Linda Lee Thomas, Bernard Berenson, et Howard Sturges en gondole, 1923.

Bernard Berenson naît à Butrimonys, dans le gouvernement de Vilna (maintenant dans la municipalité du district d'Alytus en Lituanie) dans une famille de Litvaks, d'Albert Valvrojenski  et de Judith Mickleshanski ; il a des frères et sœurs plus jeunes, dont Senda Berenson Abbott. Son père grandit en suivant une filière éducative juive classique et envisageait de devenir rabbin. Il devient un adepte de la Haskala, un mouvement européen influencé par les Lumières qui prône une plus grande intégration des Juifs dans la société laïque. Après que sa maison et son entreprise de bois ont été détruites par un incendie, il vit avec sa belle-famille plus traditionaliste, qui fait pression sur lui pour qu'il inscrive Bernard auprès d'un précepteur d'hébreu et d'araméen. Au lieu de cela, la famille émigre à Boston, dans le Massachusetts aux États-Unis, en 1875, après quoi son nom de famille est changé en « Berenson ».
Bernard se convertit au christianisme en 1885 et devient épiscopalien. Plus tard, alors qu'il vit en Italie, il se convertit au catholicisme,,.
Après avoir obtenu son diplôme de la Boston Latin School, il fréquente l'université de Boston au College of Liberal Arts, en première année entre 1883-1884, mais, incapable d'obtenir un enseignement en sanskrit dans cette institution, il est transféré à l'université Harvard de Cambrigde pour sa deuxième année, où il obtient une licence.
En 1887, il s'installe en Angleterre où il retrouve Mary Whitall Smith, qu'il a connue à Harvard ; ils partent ensemble pour l'Italie, où il bénéficie d'une bourse d'études. Ils s'installent d'abord à Bergame, puis à Florence, et se marient en 1900. Mary Smith devient elle-même une historienne de l'art remarquable. Elle est la sœur de l'écrivain Logan Pearsall Smith et d'Alys Pearsall Smith, la première épouse du philosophe et scientifique Bertrand Russell. Mary a déjà été mariée au barrister Frank Costelloe. Bernard Berenson entretient également une longue relation avec la bibliothécaire Belle da Costa Greene. Ernest Samuels mentionne en 1987 « l'acceptation (parfois) réticente » de Mary à l'égard de cette relation.
L'écrivain américain Ray Bradbury figure parmi ses proches, qui a écrit sur leur amitié dans The Wall Street Journal et dans son livre d'essais Yestermorrow, ainsi que la femme de lettres Natalie Clifford Barney, qui a vécu à Florence pendant la Seconde Guerre mondiale, et sa compagne, la peintre Romaine Brooks. Son cercle d'amis comprend également les collectionneurs d'art Edward Perry Warren et Isabella Stewart Gardner, Ralph Adams Cram et le philosophe George Santayana, ces deux derniers s'étant rencontrés par l'intermédiaire de Bernard.
L'actrice Marisa Berenson est une cousine éloignée de Berenson par l'intermédiaire de Louis Kossivitsky. Louis était le neveu du père de Berenson, Albert Valvrojenski, le fils orphelin de sa sœur. À leur arrivée aux États-Unis, Kossivitsky et Valvrojenski prirent le nom de Berenson. Sa sœur, Berry Berenson, est actrice et photographe, et l'épouse de l'acteur Anthony Perkins. Berry Berenson est morte sur le vol 11 d'American Airlines lors des attentats du 11 septembre 2001.

### Vie professionnelle
En 1895, à l'occasion d'une exposition de peintures de collections privées mises en vente, il publie un complément au catalogue officiel : sur trente-trois peintures de Titien exposées, il n'en authentifie qu'une seule, et en réfute également dix-huit de Giorgione.
Pour les collectionneurs américains du début des années 1900, Berenson est considéré comme l'autorité prééminente en matière d'art de la Renaissance. Au début de sa carrière, il développe sa propre méthode de connaisseur en combinant les techniques d'examen comparatif de Giovanni Morelli avec l'idée esthétique avancée par John Addington Symonds selon laquelle quelque chose de la personnalité d'un artiste pouvait être détecté à travers ses œuvres d'art. Bien que son approche reste controversée parmi les historiens de l'art et les connaisseurs européens, il joue un rôle central en tant que conseiller auprès de plusieurs collectionneurs d'art américains importants, tels qu'Isabella Stewart Gardner, qui ont besoin d'aide pour naviguer dans le marché complexe et perfide de l'art de la Renaissance.
Employé comme expert par le marchand d'art Joseph Duveen, il est, de 1903 à la crise de 1929, le connaisseur le plus écouté et l'acheteur le plus sûr. Il conseille des galeries de dimension internationale comme Colnaghi et Knoedler. Entre-temps, il publie des essais, activité qu'il poursuit jusqu'à son dernier jour dans la villa I Tatti, villa médicéenne florentine située près de Settignano, qu'il achète en 1905 et qu'il restaure.
L'expertise de Berenson est finalement si appréciée que son verdict de paternité peut augmenter ou diminuer considérablement la valeur d'un tableau. À cet égard, son influence est énorme, tandis que sa commission de 5 % fait de lui un homme riche. Selon Charles Hope, il « avait un intérêt financier dans de nombreuses œuvres... un arrangement que Berenson a choisi de garder privé ».

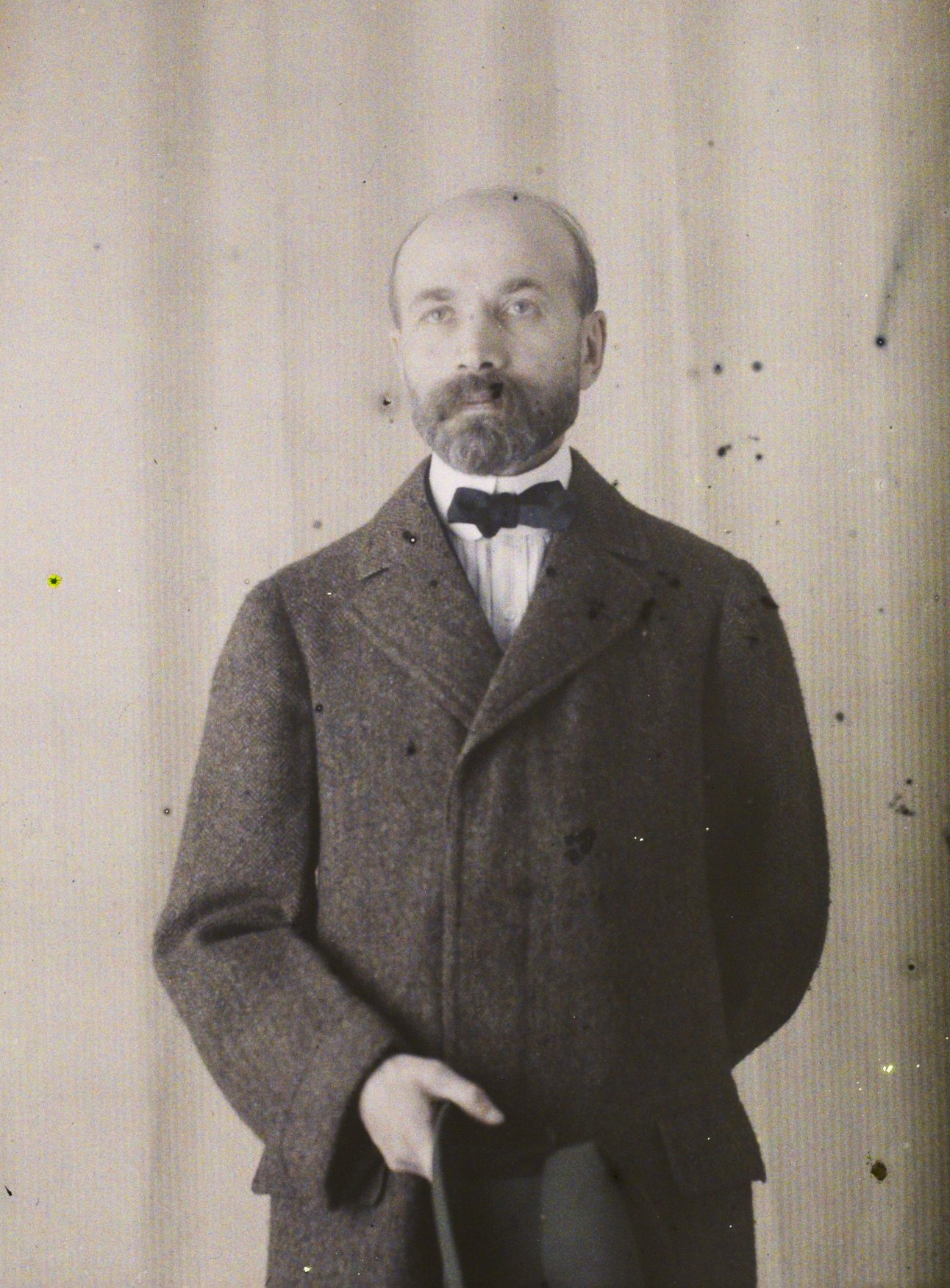
Bernard Berenson à Boulogne-Billancourt, en 1917.

À partir de ses Peintres vénitiens de la Renaissance avec un index de leurs œuvres (1894), son mélange de connaisseur et d'approche systématique s'avère fructueux. En 1895, son Lorenzo Lotto : An Essay in Constructive Art Criticism est acclamé par la critique, notamment par Heinrich Wölfflin. Il est rapidement suivi par Les Peintres florentins de la Renaissance (1896), salué par William James pour son application innovante des « catégories psychologiques élémentaires à l'interprétation de l'art supérieur ». Après cela, il consacre six années de travail aux The Drawings of the Florentine Painters, publiés en 1903. L'importance de Berenson par rapport à l'histoire de l'art réside surtout dans les canons critiques qu'il y propose, basés sur la reconnaissance de « valeurs tactiles » et de « valeurs de mouvement » dans l'œuvre d'art.
Avec les critiques d'art Roger Fry et Herbert Horne, il fonde en 1903 The Burlington Magazine, mensuel des professionnels et des collectionneurs du monde de l'art.
En 1907, il publie The North Italian Painters of the Renaissance, dans lequel il exprime un jugement contre le maniérisme, qui peut être lié à son amour pour le classicisme et à son dégoût déclaré pour l'art moderne. Ses premières œuvres sont ensuite intégrées dans son ouvrage Les Peintres italiens de la Renaissance (1930), largement traduit et réimprimé. Il publie également deux revues, Rumor and Reflection et Sunset and Twilight et est l'auteur d' Esthétique et histoire des arts visuels (1948) et Esquisse pour un portrait de soi-même (1955).
Berenson est élu membre de l'Académie américaine des arts et des sciences en 1958.

#### I Tattiet collections

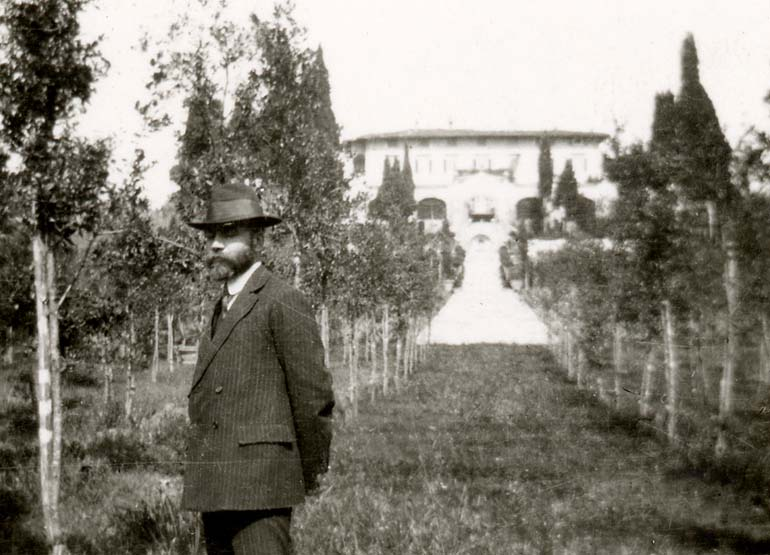
Bernard Berenson dans les jardins de la villa I Tatti.

Sa résidence à Settignano près de Florence, appelée « I Tatti » depuis au moins le XVIIe siècle, est devenue le Harvard Center for Italian Renaissance Studies, un centre de recherche offrant une bourse résidentielle aux chercheurs travaillant sur tous les domaines de la Renaissance italienne. Bernard Berenson l'a léguée à Harvard bien avant sa mort, au grand regret de sa femme, Mary, avec également sa collection d'œuvres d'art de primitifs italiens, d’art chinois et d’art islamique, sa bibliothèque de plus de 50 000 ouvrages sur l'histoire de l'art et l'humanisme, qu'il considérait comme son héritage le plus durable, et une imposante photothèque de plus de 300 000 photographies personnelles annotées de sa main et relative à des milliers œuvres d'art, constituant un patrimoine historiographique essentiel. Des photographies attribuées à Berenson sont également conservées dans les archives de l'institut Courtauld de Londres.
Un portrait de la vie quotidienne à la « cour » Berenson à I Tatti dans les années 1920 peut être trouvé dans les mémoires de Sir Kenneth Clark, Another Part of the Wood (1974). Pendant la Seconde Guerre mondiale, à peine toléré par les autorités fascistes et plus tard, par leurs maîtres allemands, Berenson reste à I Tatti. Lorsque la ligne de front l'atteint à la fin de l'été 1944, il écrit dans son journal : « Notre colline se trouve justement entre la ligne principale de retraite allemande le long de la Via Bolognese et une route secondaire... Nous sommes au cœur de l’action d’arrière-garde allemande et sérieusement exposés. ». La villa est épargnée. La majeure partie de ses collections, qui ont été transférées dans la Villa Medicea di Careggi, est également indemne. Cependant, l'appartement de Berenson à Florence, dans le Borgo San Jacopo, est détruit, avec une partie de son contenu, lors de la retraite allemande de Florence.
Il meurt le 6 octobre 1959 à l'âge de 94 ans à Settignano, en Italie.

## Mise en cause professionnelle

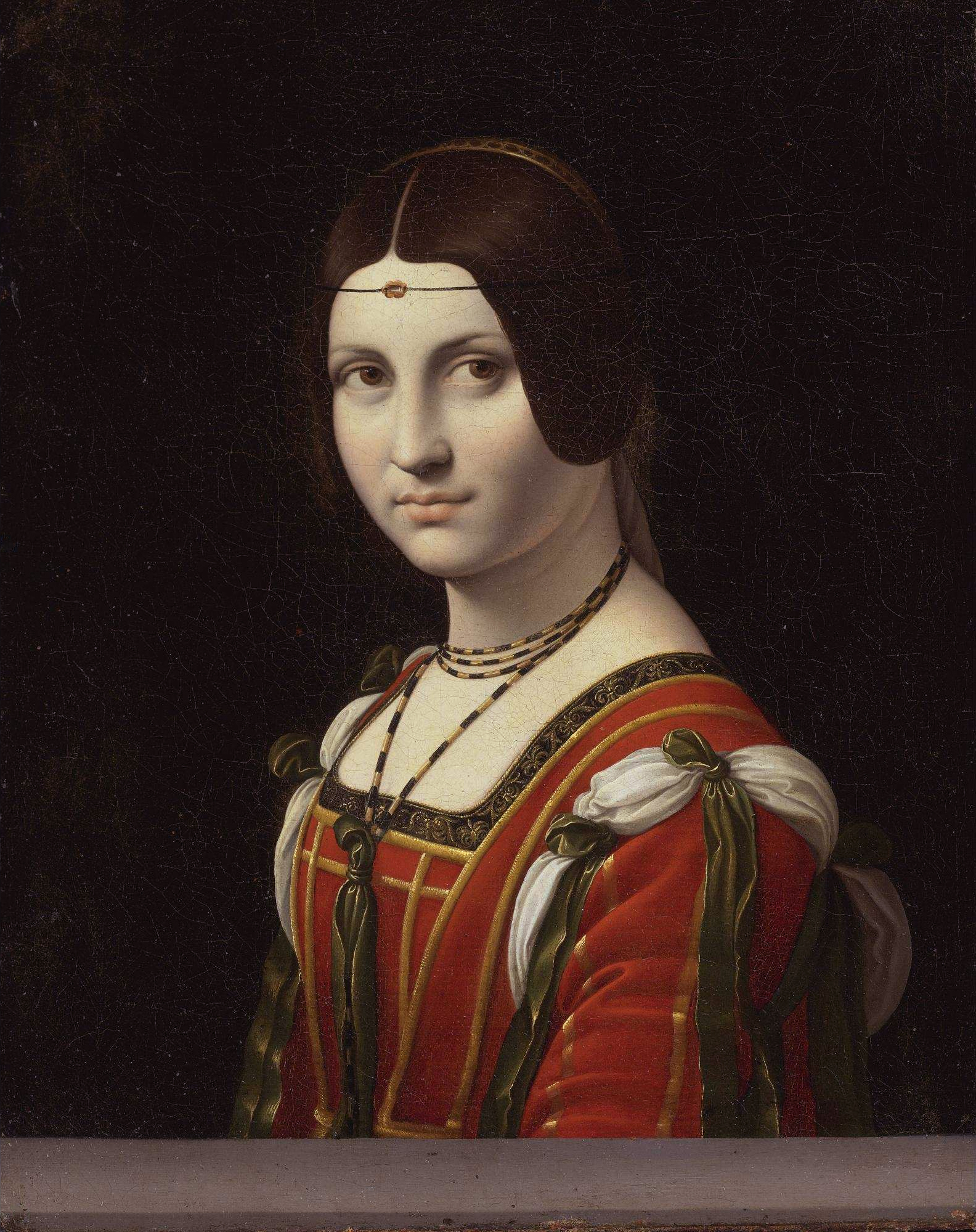
Copie de La Belle Ferronière d'Andrée Hahn, probablement avant 1750.

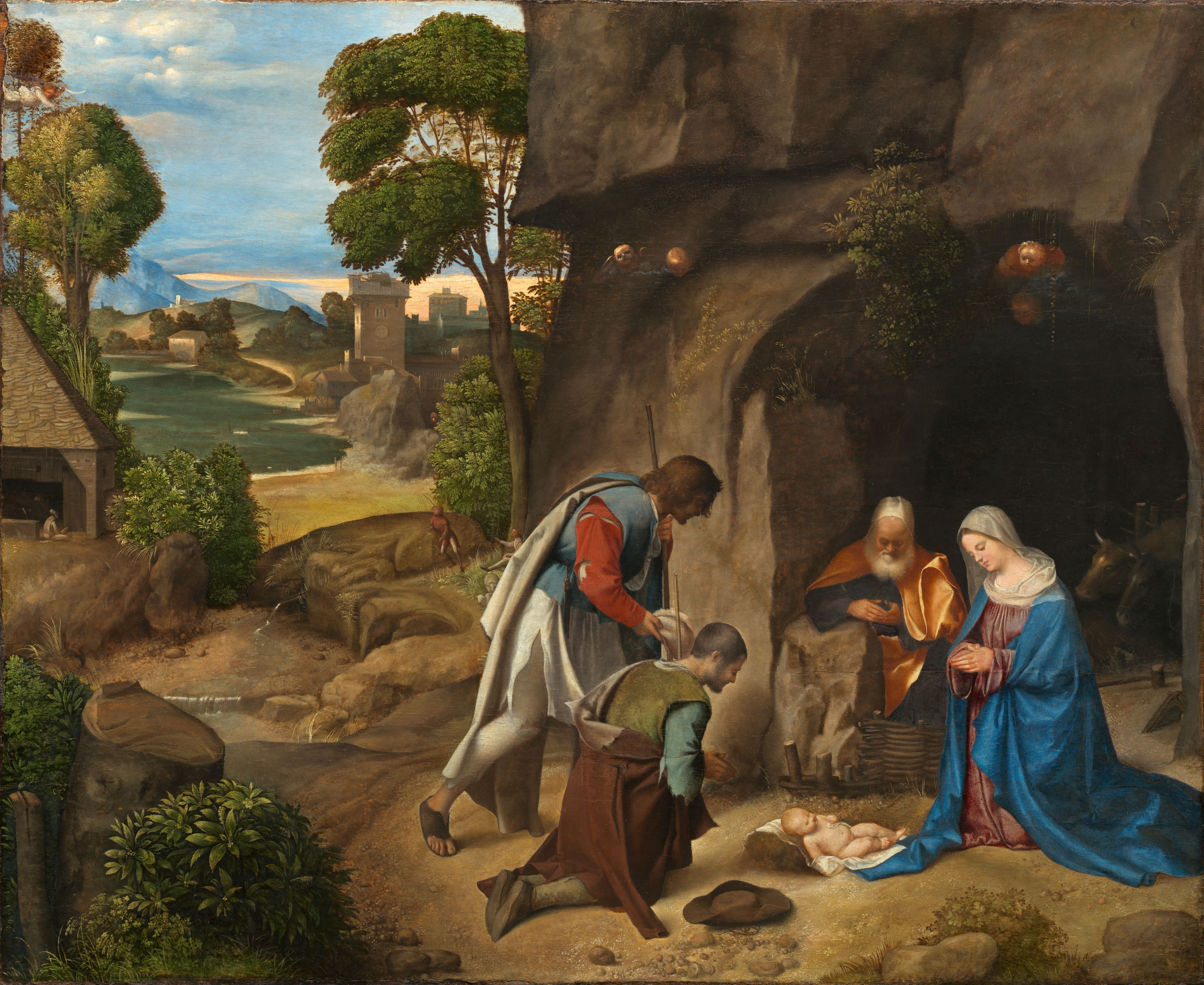
Giorgione, L’Adoration des bergers, que Berenson attribue à Titien, entre 1505 et 1510, National Gallery of Art.

Grâce à un accord secret en 1912, Berenson entretient une relation étroite avec Joseph Duveen, le marchand d'art le plus influent de l'époque, qui s'appuie souvent largement sur son opinion pour finaliser les ventes d'œuvres à d'éminents collectionneurs manquant de connaissances dans le domaine. Berenson est de nature calme et réfléchie, ce qui provoque parfois des frictions entre lui et le vrombissant Duveen.
En 1923, Berenson est appelé comme expert judiciaire dans une célèbre affaire intentée par Mme Andrée Hahn de Kansas City contre Joseph Duveen. En 1920, Andrée Hahn souhaitait vendre un tableau qu'elle croyait être une version de La Belle Ferronnière de Léonard de Vinci, dont la paternité est encore débattue. Joseph Duveen rejette publiquement l'attribution  du tableau, qu'il n'a jamais vu, à Léonard. Andrée Hahn le poursuit en justice. En 1923, le tableau de Hahn est amené à Paris pour être comparé à la version du musée du Louvre. Joseph Duveen a le soutien de Berenson et d'autres experts qui rejettent le tableau d'Andrée Hahn comme une copie. Lors du procès à New York en 1929, où les experts judiciaires ne comparaissent pas, le jury n'est pas convaincu par le témoignage de Berenson, en partie parce que, lors du contre-interrogatoire, il a été incapable de se rappeler sur quel support l'œuvre avait été peinte. Il est également révélé que Berenson, ainsi que d'autres experts qui ont témoigné à Paris, tels que Roger Fry et Sir Charles Holmes, ont auparavant fourni une expertise rémunérée à Joseph Duveen. Alors que celui-ci, après un verdict partagé, finit par régler à l'amiable avec Andrée Hahn, l'affaire porte atteinte à la réputation de Berenson,.
La relation entre Bernard Berenson et  Joseph Duveen se termine en mauvais termes en 1937, à la suite d'une dispute au sujet d'un tableau, L'Adoration des bergers de Giorgione.
Des études récentes ont établi que les accords secrets de Berenson avec Duveen lui ont valu des bénéfices substantiels, jusqu'à 25 % des recettes, faisant de lui un homme riche. Ce conflit d'intérêts évident a mis en doute bon nombre de ses authentifications pour Duveen ; un certain nombre d'entre elles se sont révélées, après un examen attentif, devenir plus optimistes, donc considérablement plus avantageuses, quand il travaillait pour Duveen. Aucune comparaison systématique n'a encore été effectuée, mais une étude partielle de soixante-dix œuvres tend vers cette possibilité. La question reste ouverte.

## Correspondance
Les lettres de l'historien britannique Hugh Trevor-Roper à Bernard Berenson sont publiées en 2006, dans un livre intitulé Letters from Oxford: Hugh Trevor-Roper to Bernard Berenson, édité par Richard Davenport-Hines et publié par Weidenfeld & Nicolson.
En 2015, Yale University Press publie la correspondance de Kenneth Clark avec Bernard Berenson dans le livre My Dear BB: The Letters of Bernard Berenson and Kenneth Clark, 1925-1959, édité et annoté par Robert Cumming.
Neuf années de correspondance (1950-1959) entre Bernard Berenson et Norah Bisgood Woodward, installée à San Diego, sont conservées par les collections spéciales et les archives de la Geisel Library.
Bernard Berenson et Ernest Hemingway ont entretenu une correspondance de huit ans, de 1949 à 1957, publiée dans Jobst C. Knigge, Ernest Hemingway and Bernard Berenson. A Strange Friendship, Université Humboldt de Berlin (accès libre) en 2019.

## Citations
« La fonction de l'histoire de l'art est de s'élever non au-dessus des valeurs immuables, mais au-dessus des préférences que provoquent les manies et les hystéries du monde. Elle doit vaincre les préconcepts personnels et l'exclusivisme des snobs ; elle doit apprendre aussi à apprécier les styles qui se succèdent, d'abord pour leur valeur intrinsèque, si mince qu'elle soit, et ensuite pour la valeur qu'ils peuvent avoir actuellement dans une conception humaniste de la vie. »

— Bernard Berenson, Esthétique et histoire des arts visuels (1948), Albin Michel, 1953, p. 245

« L'historien d'art italien le plus novateur du temps, était un intellectuel de premier plan du Risorgimento italien […]. Il a commencé à appliquer à l'étude de la peinture une méthode scientifique de classification, en partant de détails tels que les mains ou les drapés. Toute une histoire de l'art est née de la méthode et de l'expertise (…) Berenson en étant le praticien le plus connu. »

— James Stourton, Petits musées, grandes collections, éditions Scala, 2003, p. 127

## Ouvrages (sélection)
- Les Peintres italiens de la Renaissance, Gallimard, 1953 (Venetian Painters of the Renaissance, 1894)
- Lorenzo Lotto : An Essay in Constructive Art Criticism (1895)
- Florentine Painters of the Renaissance (1896)
- Les Peintres italiens de la Renaissance, John Pope-Hennessy (préface), Éditions Klincksieck, coll. « Les mondes de l'art », 2017 (Central Italian Painters of the Renaissance, 1897)
- The Sense of Quality: Study and Criticism of Italian Art (1901 ; second series, 1902)
- The Drawings of the Florentine Painters (1903), son chef-d'œuvre
- A Sienese Painter of the Franciscan Legend (1910)
- Venetian Painting in America: The Fifteenth Century (New York, 1916)
- Essays in the Study of Sienese Painting (New York, 1918)
- Les Peintres italiens de la Renaissance (1931)
- Sasseta (1946)
- Esthétique et histoire des arts visuels (Aesthetics, ethics and history), 1948
- Esquisse pour un portrait de soi-même, Albin Michel, 1955, ouvrage autobiographique.
- Le Caravage, Puf, 1959.
- Le Voyageur passionné, Éditions Salvy, 1985 (The Passionate Sightseer. From the Diaries of Bernard Berenson 1947-1956, Simon & Schuster, 1960)  (ISBN 978-2905899002).

### Correspondance
- Richard Davenport-Hines, Letters from Oxford: Hugh Trevor-Roper to Bernard Berenson, Weidenfeld & Nicolson, 2006.
- Robert Cumming, My Dear BB. The Letters of Bernard Berenson and Kenneth Clark, 1925-1959, Yale University Press, 2015  (ISBN 978-0300207378).